# Hans Dauser

Hans Dauser

Hans Dauser (* 5. Oktober 1877 in Marktoffingen; † 10. Mai 1969 in München) war ein deutscher Politiker (NSDAP) und SS-Führer. Er war Staatssekretär im bayerischen Wirtschaftsministerium, dessen stellvertretender Leiter er wurde, und war zudem von 1933 bis 1945 Reichstagsabgeordneter. Zuvor war er von 1928 bis 1933 Mitglied des Bayerischen Landtags gewesen.

## Biografie
Dauser besuchte die Volks- und eine Privatschule und belegte zudem sozial-volkswirtschaftliche Kurse. Nach der Ausbildung arbeitete er zunächst in der Landwirtschaft. Ab 1912 war er Verbandssekretär bei der Concordia. Zwischen 1916 und 1918 war er als Soldat Teilnehmer des Ersten Weltkrieges, wo er als Gefreiter in einer Flieger-Ersatz-Staffel war. Nach Kriegsende wurde er Mitglied der BVP und von 1920 bis 1923 war er Sekretär der Kriegsbeschädigtenfürsorge des Bayrischen Kriegerbundes. Im Herbst 1921 trat er der NSDAP bei, für die er sich von 1922 bis 1933 als Reichsredner betätigte. Nach der Auflösung der NSDAP 1923 trat er der neu gegründeten Partei zum 1. Juni 1925 erneut bei (Mitgliedsnummer 10.158). Er zog 1928 für die NSDAP in den Bayrischen Landtag ein, in dem er Mitglied des Ausschusses für Aufgaben wirtschaftlicher Art wurde. Dem Landtag gehörte er noch bis 1933 an, ehe er im November 1933 für den Wahlkreis 24 Mitglied des nationalsozialistischen Reichstag wurde.
Dauser wurde am 25. April 1933 leitender Staatssekretär und Leiter der Abteilung „Arbeit und Fürsorge“ im Bayerischen Staatsministerium für Wirtschaft und ab Juli 1943 im Staatsministerium des Innern. Vom 27. Juni 1933 bis zum 28. November 1936 war er kommissarischer Leiter des Bayrischen Staatsministeriums für Wirtschaft. Dauser wurde am 7. Januar 1935 Mitglied der SS im Rang eines SS-Standartenführers (SS-Nummer 261.326). Am 1. April 1935 wurde er offiziell Stellvertreter des bayrischen Wirtschaftsministers. Am 13. September 1936 wurde er zudem zum SS-Oberführer und am 1. Januar 1943 zum SS-Brigadeführer ernannt. Dauser war danach Vorsitzender des Reichsausschusses für Wohnungs- und Siedlungswesen und von 1941 bis Kriegsende Stellvertreter im Vorsitz des Reichsbeirats für den sozialen Wohnungsbau. Dauser war außerdem auch Schirmherr des Reichsverbandes für Wohnungs- und Siedlungswesen.
Nach Ende des Zweiten Weltkrieges befand er sich von 1945 bis 1948 in alliierter Internierung und wurde 1948 nach einem Spruchkammerverfahren als „Belasteter“ entnazifiziert. Er lebte schließlich in München.